# St. Florian (Speikern)

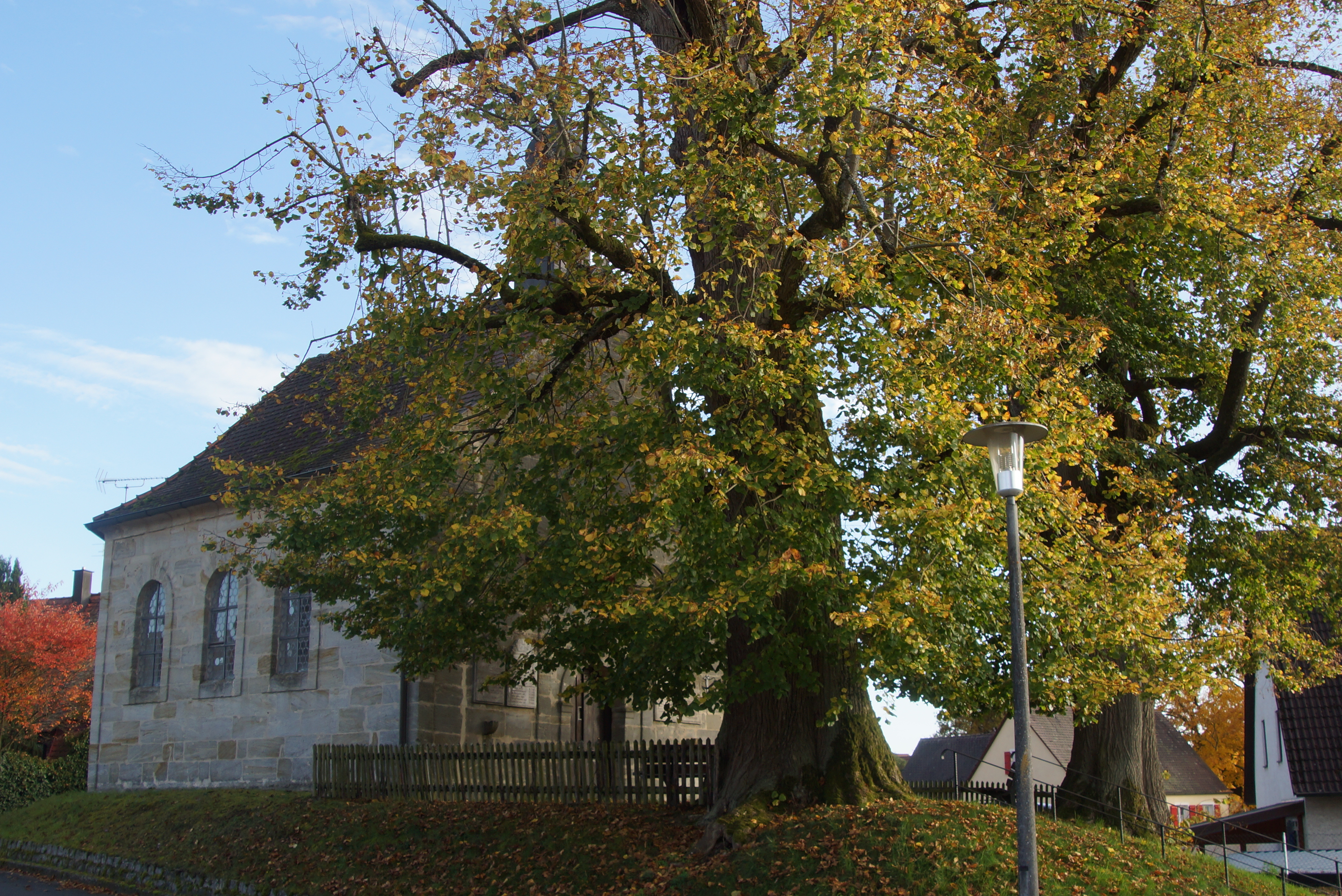
St. Florian (Speikern)

Die römisch-katholische, denkmalgeschützte Kapelle St. Florian steht in Speikern, einem Gemeindeteil der Gemeinde Neunkirchen am Sand im Landkreis Nürnberger Land (Mittelfranken, Bayern). Die Kirche ist unter der Denkmalnummer D-5-74-141-34 als Baudenkmal in der Bayerischen Denkmalliste eingetragen. Die Kirche gehört zum Seelsorgebereich Pegnitztal im Dekanat Nürnberg des Erzbistums Bamberg.

## Beschreibung
Die Kapelle aus Quadermauerwerk wurde 1715 erbaut. Aus dem Satteldach ihres im Osten dreiseitig geschossenen Langhauses erhebt sich ein quadratischer Dachreiter, der mit einer Zwiebelhaube bedeckt ist. Die Decke des Innenraums ist mit Stuck verziert. Zur Kirchenausstattung gehört der von Johann Michael Doser geschaffene Altar. Von ihm stammen auch die Mater Dolorosa und die Geißelsäule am Chorbogen.